# Euphorbia damarana
Euphorbia damarana L.C.Leach es una especie fanerógama perteneciente a la familia Euphorbiaceae. Es endémica de Namibia.

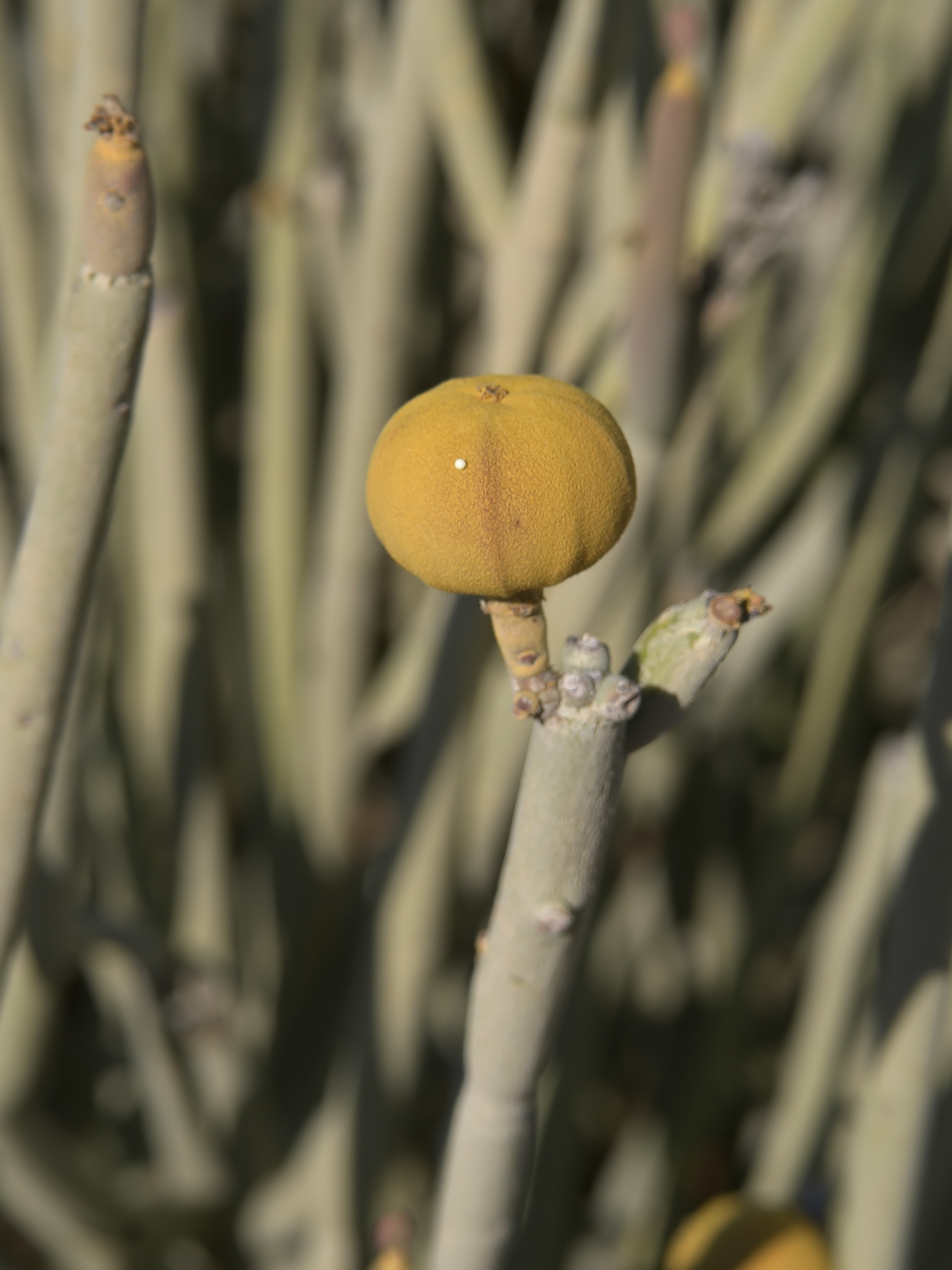
Fruto

## Descripción
Es un arbusto perennifolio, suculento, que alcanza una altura de 1,8 a 3,0 m. Se encuentra a una altitud de 450 - 1000 metros en Namibia.

## Taxonomía
Euphorbia damarana fue descrita por Leslie Charles Leach y publicado en Bothalia 11: 500. 1975.
Etimología
Euphorbia: nombre genérico que deriva del médico griego del rey Juba II de Mauritania (52 a 50 a. C. - 23), Euphorbus, en su honor – o en alusión a su gran vientre – ya que usaba médicamente Euphorbia resinifera. En 1753 Carlos Linneo asignó el nombre a todo el género.
damarana: epíteto
Sinonimia
- Tirucallia damarana (L.C.Leach) P.V.Heath[4][5]